# Pseudocycnoides buccata
Pseudocycnoides buccata är en kräftdjursart som först beskrevs av C. B. Wilson 1922.  Pseudocycnoides buccata ingår i släktet Pseudocycnoides och familjen Pseudocycnidae. Inga underarter finns listade i Catalogue of Life.